# Musée d'Art Blanton
Pour les articles homonymes, voir Blanton.
Le musée d'art Blanton, en anglais, Blanton Museum of Art, est un musée et un centre de recherche faisant partie de l'université du Texas à Austin. Il s'agit du plus grand musée d'art universitaire du pays. Il a été fondé en 1963 sous le nom de University Art Museum avant d'être renommé Archer M. Huntington Art Gallery en 1980. En avril 2006, le musée ouvre un nouveau bâtiment de 14 000 m2 sur le campus baptisé Blanton Museum of Art, grâce à une dotation de 12 millions de dollars.

## Compléments